# Bléone
La Bléone è un fiume della Francia, affluente della riva sinistra della Durance, che scorre nel dipartimento delle Alpi dell'Alta Provenza.
La sua lunghezza è di 70 km su un bacino di 906 km². 

La sua fonte è situata nel comune di Prads-Haute-Bléone, ai piedi della Tête de l'Estrop (2961 m). e dei Trois-Évêchés (2819 m). 

La Bléone attraversa in particolare le città di Digne-les-Bains, La Javie e Malijai.